# Соровое сельское поселение
Соровое сельское поселение — муниципальное образование в Уватском районе Тюменской области.
Административный центр — посёлок Демьянка.

## Состав поселения
В состав сельского поселения входят: 
- посёлок Демьянка
- посёлок Муген
- деревня Сор